# Franse parlementsverkiezingen 1863

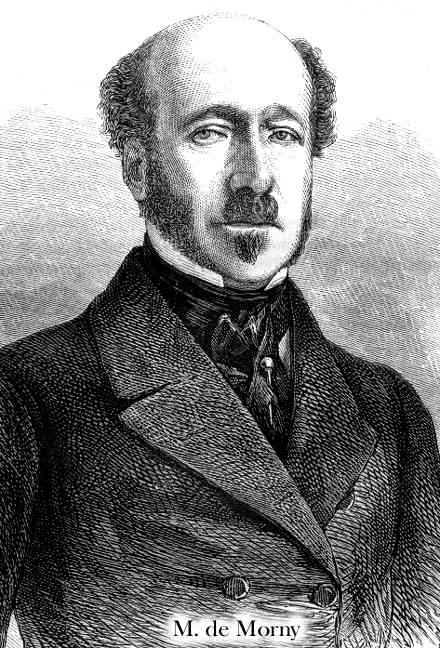
Charles de Morny (bonapartisten)

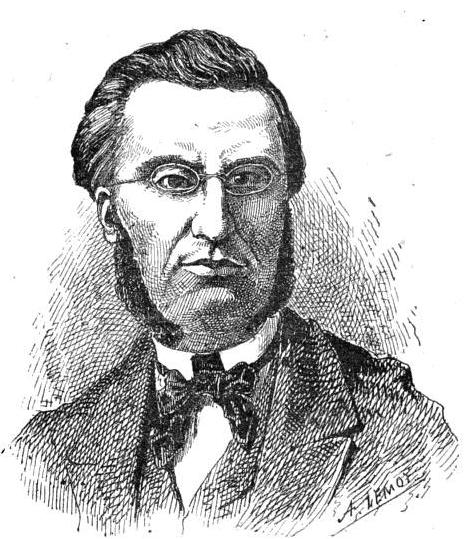
Émile Ollivier
(republikeinen)

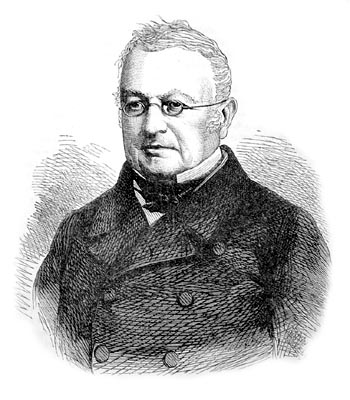
Adolphe Thiers (royalisten)

De Franse parlementsverkiezingen van 1863 voor het Wetgevend Lichaam vonden plaats in twee rondes op 31 mei en 14 juni 1863. De bonapartisten behielden hun meerderheid, zij het dat de oppositiekrachten zetels bijwonnen. 
De verkiezingen vonden plaats op basis van algemeen enkelvoudig kiesrecht voor mannen. Er waren 7.262.000 kiezers. De officiële kandidaten waar de kiesgerechtigden hun stem aan konden geven waren door de overheid goedgekeurd.
| Politieke groepering | Politieke groepering | Zetels | Percentage | +/- |
|                      | republikeinen        | 32     | 10,74%     | 27  |
|                      | bonapartisten        | 251    | 84,23%     | 25  |
|                      | royalisten           | 15     | 5,03%      | 15  |
| Totaal               | Totaal               | 298    | 100%       |     |